# Hylaeus monedulus
Hylaeus monedulus is een vliesvleugelig insect uit de familie Colletidae. De wetenschappelijke naam van de soort is voor het eerst geldig gepubliceerd in 1992 door Warncke.